# Površinski pregibač prstiju
Površinski pregibač prstiju (lat. musculus flexor digitorum superficialis) je mišić prednje strane podlaktice. Mišić inervira lat. nervus medianus.

## Polazište i hvatište
Mišić polazi s dvije glave:
- lat. caput humeroulnare - polazi sa zajedničke glave mišića pregibača i s koronoidnog nastavka lakatne kosti
- lat. caput radiale - polazi s prednje strane palčane kosti

Dvije glave se ujedinjuju u jedan mišićni trbuh, koji se zatim dijeli u četiri snopa koji prelaze u četiri tetive. Svaka od tetiva se prije hvatišta dijeli u dvije, koje se hvataju na prednju stranu srednjeg članka prsta (lat. phalanx media).